# سراديب الآلهة
سراديب الآلهة هو كتاب أنثروبولوجي من تأليف رندا قسيس.

## عن الكتاب
تسلط السياسية والكاتبة السورية رندا قسيس في كتاب "سراديب الآلهة" الضوء على مرحلة ما قبل حقبة الروحانيات والتي صاغ بها الإنسان الأول الركائز الأولى للأخلاق، حيث أبحر مع وعيه الأخلاقي في خضمّ معطياته النفسية التي جعلته يُنصّب في أعماق نفسه قاضياً يستمد قوته من ذاته الداخلية، قبل أن يعود ليُهرّب هذه الذات من قضبان النفس الداخلية إلى الأفق الخارجي فيما بعد.
نشأ الوعي الأخلاقي من رغبات نفسية فردية، كان قد تم جمعها وغربلتها لتشكل سلوكيات أخلاقية تصب في مصلحة الوعاء الجماعي. حيث تغيرت هيكلة هذه السلوكيات، عبر العصور والأزمنة، تحت مؤثرات عدة، بما فيها عامل المناخ، لتتحول إلى ركائز أخلاقية للشعوب، وإلى ممرات مختلفة لتطور الثقافات.

## الكتاب وردود الفعل
أثار الكتاب الكثير من الآراء وفتح أفاقا واسعة من النقد والنقد المضاد، خاصة وأن ما يميز الكتاب الجرأة في تحليل وتقديم المعلومات التاريخية والعديد من أبحاث علم النفس والانثروبولوجيا، بصورة حديثة غير معتادة في عالمنا العربي.
كما يقدم الكتاب العديد من القضايا والاستنتاجات فمثلا يقدم الكتاب استنتاجا يقول: «بأن نظام الأخلاقيات الجنسية بين البشر، لم يكن الا تحويرا لعدد من الأساطير والخبرات الاجتماعية السائدة والمتراكمة عبر العصور، وبالتالي لخدمة سلطة الأمر والنهي فيها، وبأن تلك النظم رفعت هذه الأخلاقيات إلى مصاف ما هو مقدس، ليس لعجزها على فهم الجنس حده، بل لعجزها أيضا على فهم أسرار الطبيعة، وهو ما دفع هذه النظم إلى ممارسة التصعيد على كل ما لم تستوعبه أو تفهمه، ان الحياة والحرية جزءآن لا يتجزءآن. وانهما مرتبطان بمدى سعة الوعي. فاذا ما انتهيا إلى معرفة ان الاخلاقيات الدينية كانت نتاجا لسوء الفهم، فلسوف يكون من الواجب أن يتحرر الإنسان من سجن الفضيلة».
لقد تمكنت الكاتبة رندا قسيس أن تغوص في أعماق الوعي الإنساني بكل ما يشمله ماضيه وحاضره ومستقبله أيضا، والبحث عن الحقيقة وجذورها بكل جرأة وموضوعية، وهو ما تسبب في صدمة وعدم تقبل البعض لمواجهة هذه الأراء الصريحة، ليسبب الكتاب حالة من الجدل المجتمعي خاصة بين النخبة المفكرة، ففي حين رآه البعض كفرا وخروجا على العادات  المألوف، رأى البعض الآخر أن قسيس تركت العلوم والمعارف تتكلم، على طول الوقت. وقلّبت من صفحات الخبرات الإنسانية الكثير. مثل سائق ماهر في طريق وعرة، قادت قسيس قارئها إلى شاطئ أمان مختلف، هو شاطئ الإدراك بما يدرك! وهذا خير ما يمكن لمثقف أن يفعل.
تقول قسيس في كتابها: «إن التشبث بالقديم لا يعود إلى عجز العلم عن اعطائنا الأجوبة، بل يعود إلى الخوف من الشعور بالخطأ. فإذا امتلكنا الشجاعة الكاملة للنظر إلى الماضي البعيد وتفكيك محتوياته، عندها نستطيع اقتحام فضاءات واسعة من المعرفة ليتملكنا الشعور بالفخر. فعندما تبدأ أصابعنا بلمس ذاك الوهج الكاشف لأعماق البشرية الغائصة في كينونتها الطبيعية، سوف نتعلم أن الخطأ جزء لا يتجزأ من الصواب، بل هو الطريق المؤدي إلى فتح محاور متعددة للمعرفة نفسها».
وتضيف قسيس: «لقد أعددت هذا الكتاب، ليس من أجل نفي أو إثبات ديانات أو أخلاقيات، وإنما من أجل أن ننظر في سراديب الذات التي جاءت منها. وهذه خطوة أولى فيما أظن أنه مشروع يستحق التوغل فيه بهدف التحرر من جميع القيود التي تكبل فكر الإنسان من أجل ولادة جديدة للفرد في هذه المجتمعات».

## قالوا عن سراديب الآلهة
استعرض الكاتب السوري والناشط في مجال الحريات وحقوق الإنسان جهاد صالح كتاب "سراديب الآلهة" على موقع Middle East Online حيث قال إن الكاتبة رندا قسيس رفعت قناديلها في ظلمات الحياة، بكل أشكالها وألوانها، ودخلت في صراع مع قوى الشر، من أعداء الإنسانية وحقوق الفرد وحرياته، فحملت مع صولجاناتها النحاسية فكرًا ومبادئ بيضاء وشفافة للبحث عن الذات الإنسانية.
وأوضح صالح أنه في ظل ثقافات رمادية متشعبة ومخيفة، دجنت الفرد وروضته ضمن ثقافة الحاكم والإله والسلطة ورجال الدين والقبيلة، وبوجود قوى تعتبر نفسها إلهة أرضية تسخر كل شيء لنفسها دون حواجز ورقابات وضمير وأخلاق، كان لابد لـ«رندا قسيس» أن ترفع صوتها عاليا، وتعلن أنها معركة للحريات وللفرد ووجوده، انطلاقا من تسليط الضوء على تابوهات ومحرمات يخشى الكثيرون الكتابة فيها، لتخرج عن اللامألوف، وتثبت أنها ليست أنثى تابعة لسلطات ذكورية ومجتمعات مدجنة تحت ثقافات وهرطقات مخيفة، ولتعكس أن للمرأة صوتها وفكرها في قضايا ثقافية آن الأوان لرفع الستارة عنها، والحديث فيها بشكل علمي وفلسفي عميق وموضوعي، بعيدًا عن نزق الشخصنة والنرجسية.
وأضاف الكاتب السوري جهاد صالح أن المثير والشيق هو تطرق الكتاب لموضوع الخلق، انطلاقًا من الأساطير القديمة، فنجد أن الإله الخالق يعكس حالة كمالية متكاملة ومتداخلة بكل أنواعها وأشكالها، كما يرتكز مفهوم الإله الأولي على أساس المعرفة والإدراك المطلق، فهو حالة إدراكية كاملة للداخل النفسي والخارج الواقعي، ليكون نقطة البداية والنهاية للحياة والموت.
لقراءة المقال كاملاً

## ملخص كتاب سراديب الآلهة
تتناول السياسية والكاتبة السورية رندا قسيس في كتاب سراديب الآلهة عبر 230 صفحة فكرة أن الجنس ھو الأصل؛ ھو الطبیعة الأولى للحیاة. أما الأخلاقیات التي حاولت تنظیمه، فلیست سوى فروع أضاعت الطریق إلى إقامة علاقة قویمة مع الوجود.
يقول الأستاذ علي الصراف في تقديمه لهذا الكتاب:
أن الإنسان قد أضاع الطريق في فهمه وتطبيقه للجنس مرتين؛ الأولى، عندما أخرجنا الجنس من طبیعیته لنمارسه كنوع من قیود وضوابط وحدود. والثانیة عندما حوّلناه منفوضى غرائز إلى نظام اخلاقي صارم. في الضیاع الأول، لم یعد الجنس جنسا، لا بالمعنى الإنساني ولا بالمعنى الطبیعي. فالممارسة الغریزیة صارت عملا آلیا من جھة، ومحملا، من جھة أخرى، بالكثیر من الافتراضات والأوھام والمخاوف والأساطیر. أما في الضیاع الثاني، فقد تم تتویجه بـ الأدیان التي حاولت أن تضفي على تلك الأساطیر طابعا مقدسا. ھذا التصعید الذي صار إلھیا، إلى أبعد الحدود، لم یُفقد الجنس معناه ووظیفته فحسب، ولكنه أخرج الأخلاقیات عن إطارھا الذي كان یمكنه أن یُعنى بالرقي الاجتماعي والإنساني. لا شك أن نوعا من التنظیم كان ضروریا للحفاظ على آلیة ما لاستمرار النوع، وللمحافظة على الاستقرار الاجتماعي نفسه. إلا أن انفلات ذلك التنظیم لیصبح جزءا من مقدس أسطوري، جعل من الجنس أداة للتشویه والدمار الذاتي أكثر منه لحفظ النوع. وما من أحد في ثقافتنا العربیة، تمكن من أن ینبش جذور الحقیقة في العلاقة بین الأصل والفروع مثلما فعلت رندا قسیس.
ويستطرد الأستاذ علي الصراف في مقدمته لهذا الكتاب: " لقد أرادت قسیس أن تتفحص معالم وتضاریس أخلاقیاتنا وطبیعتھا الدینیة، ولكنھا انتھت إلى ما یمكن أن نعتبره مشروعا للتحرر، لم تتمكن أحزاب بكاملھا أن تخوض فیه. لقد  كسرت أیقونة الأخلاقیات الدینیة نفسھا، وكشفت عن فضیحتھا، كعلاقة جھل وخوف وتشویه. ويختم تعليقه قائلاً: " لقد وضعت رندا قسیس یدھا على المحرم، وكشفت عن وجھه طوطمه. إنه بذلك، كتاب كفر، من الطراز الأول. وكاتبته تستحق الرجم. ولكنھا لا تخشاه".

## أقسام الكتاب[9]
القسم الأول: نظرة أنثروبولوجية – نفسية لمنابع الأخلاق. تتناول فيه مفهوم الطوطم في نشأة الأديان، وتغييب الأصل الإلهي لها. حيث اعتبر معظم الأنتربولوجیین الطوطم نظاما عشائریا أو قبلیا قائما على مجموعة من التابوھات التي تتلخص في عبادة معینة من قبل جماعة ما لحیوان في معظم الأحیان، أو نبات في حالات نادرة، كما یمكن للطوطم أن یتجلى بعبادة مادة غیر حیة في حالات استثنائیة. فما یمیز الطوطم عن الصنم ھي تلك العلاقة غیر المحددة وغیر المرتبطة بغرض واحد، بل مرتبطة بمجموعة من المواد من خلال مفھوم واسع. ھذه العبادات التي مارسھا الإنسان لصالح حیوان أو نبات ما، ولدت من الحقبات البدائیة في مرحلة الصید للجماعات، إلا أنھا استمرت مع تطورالمجتمعات لتأخذ أشكالا متطورة عدیدة. فنجد، على سبیل المثال، أن التابو رافق النظام الطوطمي وتطور معه حسب تطور النظام الاجتماعي لیصبح جزءا منھ، لھذا نجد تغیرات في مفھوم التابو عبر العصور. كما تشرح كيف اعتبر الكثیر من الأثنوغرافیین، بمن فیھم دوركھیم، أن النظام الطوطمي ھو شكل من أشكال الدین. فرأى دوركھیم أن مبدأ العدوى الموجود في السحر كان العامل الأساسي في فصل المقدس عن المدنس. لینتج عن ھذا الفصل المبادئ الدینیة التي بدورھا تعود أسسھا الأولى إلى العملیات العقلیة وعملیة الإدراك لدى الإنسان.
القسم الثاني: أثر الركود الجنسي على السلامة العقلية. تتناول فيه كيف لا بد لنا، ومن أجل فھم أكبر لمنابع الأساطیر، الاطلاع على الأبحاث والدراسات الخاصة بالأنتربولوجیا النفسیة. فقد توصل الكثیر من اختصاصیي الأنتربولوجیا النفسیة إلى ضرورة تشخیص الحالة الغریزیة الجنسیة عند الإنسان، لنعثر على العنصر الأساسي لجمیع المعتقدات التي تركزت على الرغبات والأعضاء التناسلیة. وتتناول نفسية الطفل ومفهوم الازدواجية عنده ناحية أمه عبر علم النفس وعلم الأنتروبولوجي. ثم تتناول الأساطير الخاصة بالحضارة الفارسية والهندية. وتتناول مفهوم «الزنمرد» الفارسي. إن مفھوم «الزنمرد» ھو مفهوم تكاملي لا یقتصر فقط على جمع الشكل الأنثوي والذكوري تحت غطائه، فھو منبع الصفات والخصائص التي يتمتع بھا الذكر والأنثى والموجودة في جميع الأنواع المختلفة، لیكون الجامع بین التناقضات النفسیة التي یعیشھا الإنسان حیث یخضع لتمثیلاتھا العقلیة بشكل واع أو لاواع. فنجد أن الإله الخالق یعكس حالة كمالیة متكاملة ومتداخلة بكل أنواعھا وأشكالھا، فھو الخیال والھلوسات والرغبات وحالات القلق والخوف...الخ، كما یرتكز مفھوم الإله الأولي على أساس المعرفة والإدراك المطلق، فھو حالة إدراكیة كاملة للداخل النفسي والخارج الواقعي، لیكون نقطة البدایة والنھایة للحیاة والموت، ولتكون البدایة كما نعلم متمثلة بانشطاره إلى شقین؛ أنثى وذكر، فیكتسب كل منھما صفات ثنائیة مختلفة، حیث لا یمكنھما التوحد إلا لفترات قلیلة، ویتم ذلك بواسطة العملیة الجنسیة التي من خلالھا تبدأ دورة الحیاة والموت المتجددتان.
كما تتناول رمزية النبات والحيوان فتقول: «اتفق الكثیر من الأنتربولوجیین واختصاصیي التحلیل النفسي على أن طوطم النبات وتحريمه یرمز إلى العلاقة الجنسیة المحرمة، فكل نوع نباتي یرمز إلى فعل جنسي، وھذ ا ما نلمسه بوضوح في المعتقدات الشعبية لبعض الشعوب، كنبات الشبت لدى الروس والمتمیز بفعالیة جیدة لإثارة الجنس وذلك لاستخدامه من قبل نساء عدیدات في محاولة منھن لإغواء»راسبوتین «، ومثله دخل الریحان أو الحبق كمادة أساسیة للتعویذات السحریة لسكان الھایتي، وذلك لاقترانه بآلھة الحب» ایرزویل. «مما لا شك فیه أن استخدام النبات لإثارة الجنس عند الطرف الآخر مرتبط بشكل أساسي بالأساطير القديمة للمجتمعات الناشئة وممنوعاتھا».
وفي باب الثنائي المحرم تقول: نستطیع القول: إن التخیلات التي تجتاحنا عبارة عن ثمرة لصور عقلیة وجدت للتعویض عن خیبات أمل أو قلق نفسي أو رغبات مدفونة تعرضت إلى انشطار وذلك لتناقض مشاعرھا وأحاسیسھا واحتیاجاتھا. ومن ھذه الخیالات الحرة والمنعتقة من كل الموانع والتابوھات الخارجیة، ولدت القصص الخیالیة لتأخذ یومًا ما منعطفًا مؤثرًا على حیاتنا وطریقة تفكیرنا، فتحولت إلى وحوش وآلھة وشیاطین، تجلت بوضوح من خلال الأحلام أحیانًا، وأحیانا من خلال الجلسات الاستشفائیة لمرضى العصاب، إلا أنه بالتأكيد یمكننا رؤیتھا بشكل واضح من خلال الأساطير، القصص الخیالیة، الأدیان والآلھة أجمع.
القسم الثالث: النموذج الثقافي بين المكتسب الخارجي والأرضية البيولوجية، تتناول فيه أن الإنسان قد خلق القانون وذلك لشعوره بأن اكتفاء غرائزه بشكل كامل كان ضررا له من الناحية الاجتماعية، لأن الجماعة استطاعت إيجاد مصلحة لھا تعاكس الاكتفاء الغرائزي الفردي وتعاكس الطبيعة نفسھا. فنحن لا نحتاج لتعلم كیفیة الأكل أو الشراب أو حتى تجنب ملامسة النار، فھذه الأمور نملكھا بشكل غریزي لضمان حمایتنا، فما تدافع عنه الطبیعة وتمنعه، لا حاجة لقانون أن یدافع عنه. وتتطرق المؤلفة في باب المنافع النفسية الأولية كيف طرأت على الإنسان تحولات نفسیة جذریة مهمة تراكمت مع مرور الزمن لتأخذ أشكالا مختلفة وتكتسب میزات عدة، فأھدافھا الأولى الباطنیة اكتسبت خصائصَ ومیزاتٍ تم استبدالها لتبني أھداف أخرى تصب في خانة التأقلم مع المحیط الخارجي المتغیر من جراء عملیة التحول المؤثرة على الدوافع النفسیة الأولى.
وتشرح في فصل «ميكانيكية الإدراك» كيف أنه عبارة عن عملیة بناءة وإبداعیة، فمن منظور تطوري نجد أن القدرة على ترجمة الأحاسیس كالسمع والرؤیة... ھو ناتج عن ملایین محاولات التأقلم. فدقة بناء النظم الحسیة ناتجة عن تطورات عدیدة، فإذا أخذنا على سبیل المثال الرضیع الذي یستطیع فك الإشارات التعبیریة الموجودة على وجه والديه، نجدھا تنعكس عليه بصورة مباشرة كإشارات داخلیة نفسیة. كما نلاحظ أیضا قدرة الإنسان على تطویر أحاسيسه على مدار الزمن من خلال التجارب والملاحظات التي یمر بھا، فالشعور لیس ھو فقط ردة فعل كما كان متعارفًا عليه، بل ھو منبع دراسة وغرض اتصال.
وفي فصل «الحياة بين الإلزام والحرية» تتناول مفهوم التضحية، فتقول: مما لا شك فيه أن مبدأ التضحیة أخذ أشكالا عدة تصب كلھا في مصلحة الجماعة والبقاء البشري، ومما لا شك فيه أیضا أن مبدأ التضحیة كان خطوة مهمة في زمن ما. ولھذا نستطیع القول: إن الأیدلوجیات سواء كانت دینیة أو عرقیة أو اجتماعیة، ساھمت في مرحلة ما في تطور الجماعات، لأن ازدھار الجماعة بُني على حساب الأفراد، وعملیة التصعید المستمرة كانت خطوة مهمة لبناء الحضارات وانتقال الإنسان من ضرورة اكتفاء حاجاته البیولوجیة الفردیة إلى ضرورة العمل تحت إطار جماعي والتضحیة من أجله. لكن یحق لنا في عصرنا الحالي التمعن في ھذا المفھوم مجددا لإیجاد مفاھیم جدیدة تصب، ربما، في ینبوع المصلحتین معًا. وتنتقل من مفهوم التضحية إلى مفهوم الحرية لدى الفلاسفة.
وتستطرد في بقية هذا الباب عن مفاهيم علم النفس عن آلية استقبال الصور الخارجية، تطور الدماغ، تطور الوعي، آلية انتقاء التمثيلات العقلية، الحدس اللاواعي، التراكم المعرفي، العقد المستقلة، وتختم الباب بتناول النضج النفسي، حيث یكتمل النضج النفسي من خلال عملیة استیعاب الإنسان لحاجاته ورغباته ومشاعره المتضادة فیما بینھا ومن ثم مصالحته مع ذاته، كما أن تجنب وقوع الإنسان في العبارات والمفردات المثالیة، تزید من حالة الانفصال بین وعيه ولاوعیه والتي تؤثر بشكل خفي على سلوكياته وإدراكه وسلامة عقله.
فنجد مثلًا أن تصرفاتنا مختزنة بطریقة آلیة وباطنیة ولا ندركها بشكل واع لأنھا نتاج تراكمي نشأ عن الثقافة الاجتماعية والتربوية، فاختزنت في أعماقنا واندمجت بالأثر الحسي لحظة تلقینا إیاھا والتي تعترض اكتفاء الرغبات والغرائز البیولوجیة الساعیة للحصول على اكتفائھا (تقصد ھنا بعض المجتمعات المؤسسة على قواعد صارمة وقمعیة تمارسھا على أفرادھا)، مما یولد حالة قمع مستمرة للرغبات وشعور بالانكسار الداخلي لدى الفرد، فتدفعه لاستبدالها عبر مثالیات وأخلاقیات جماعیة یتبناھا. لكننا نعلم أن ھذه المثالیات لا تروي عطش الرغبات الطبیعیة البسیطة عند الإنسان والباحثة لتفریغ شحناتھا، وفي ھذه الحالة تخلق عند الفرد شعورًا بالضیاع، فتتباعد المسافة ما بین رغباته الدفینة وبین تصرفاته اللاواعیة والقیم والمثالیات التي صاغتھا الجماعة له من أجل التحكم به والسیطرة علیه.
تختم المؤلفة الكتاب بوجهة نظرها عن الحياة، وهي نظرة إلحادية تعبر عنها بقولها: الحیاة كما أراھا، رحلة عبر البحار والمحیطات، نتوقف بین تارة وأخرى عند محطات شاطئیة، باحثین عن سفن موجیة كي تقذفنا بعیدًا عن وجھتنا الأساسیة. ولكننا نتمرس خلالھا في مھنة القبطنة. وفي بعض الأحیان، عندما نتعب من امتطاء الأمواج، نعود إلى مكاننا الأول حیث الطمأنینة (التي توفرھا الأساطیر الأخلاقية والدینیة) وحیث الأمان الفارغ من نشوة المغامرة، فنجد أنفسنا نخوض في ممارسة جنسیة آلیة خالیة من طقوس استكشاف الطرقات والمنعطفات الجسدیة. فنحرم ذاتنا من استقبال التموجات المغناطیسیة الطبیعیة التي یمكنھا أن ترسلنا إلى سماوات تعلو على جمیع مخابئ الآلھة الساكنة في الخیال الإنساني.
لقد تكلمتُ في ھذا الكتاب عن بعض النظریات التي تناولت منابع الآلھة والروحانیات لألقي الضوء على أفكارها الأولى التي تشعبت عبر الزمن وتطورت حتى أصبحت سرادیب یصعب على الفرد الخروج منھا وخصوصا عندما یرزح تحت وطأة ثقافة- اجتماعیة متشنجة تسحق كل فرد یحاول الخروج من شرنقتھا.
وحتى الیوم، فما زال الإله یجسد جمیع الصراعات النفسیة المتنازعة فیما بینھا، كما یجسد رغبة جماعة ما في السیطرة على أخرى، وھو ما یعني أن الإله لم یصل، بعد، إلى مستوى النضج الروحاني لدى مؤمنیه، فما زال في مرحلة الإرھاصات الأولى. وفي المقابل، فقد تجاوزت الأدیان حدود أرضیتھا النفسیة لتشرعن نفسھا قاضیًا ومعلمًا وناصحًا وجلادًا على كل من یؤمن بھا ولتمتد كالأخطبوط وتُطبق على عقل ھذه المجتمعات. وتمضي في الدفاع عن وجهة نظرها في خاتمة الكتاب باستخدام نظريات علم النفس والأنتروبولوجي والاجتماع وعلم البرمجة العصبية النفسية.
وتختم المؤلفة دراستها بمقولة:
"الحیاة والحریة جزآن لا یتجزآن. فمھومھما المتغیر والمرتبط ببعضه یقود الفرد نحو استرجاع قیمته لتتكرر ولادته في كل مرحلة یكتسب فیھا وعیًا وإدراكا أوسع. ولھذا یتوجب تحریر الإنسان من سجن الفضیلة".
1. ↑  "سراديب الآلهة". www.goodreads.com. مؤرشف من الأصل في 2019-12-08. اطلع عليه بتاريخ 2019-04-27. {{استشهاد ويب}}: |archive-date= / |archive-url= timestamp mismatch (مساعدة)
2. ↑  "سراديب الآلهة، كتاب جديد". دنيا الرأي. مؤرشف من الأصل في 2019-12-08. اطلع عليه بتاريخ 2019-04-29.
3. ↑  "جهاد صالح". www.ahewar.org. مؤرشف من الأصل في 2019-12-08. اطلع عليه بتاريخ 2019-04-28.
4. ↑  رندا. سراديب الآلهة. E-Kutub Ltd. ISBN:9781780580821. مؤرشف من الأصل في 2019-12-08.
5. ↑  "MEO". MEO. مؤرشف من الأصل في 2018-09-09. اطلع عليه بتاريخ 2019-04-28.
6. ↑  "Home | رندا قسيس | الموقع الرسمي". randakassis.eu. مؤرشف من الأصل في 2018-10-09. اطلع عليه بتاريخ 2019-04-28.
7. ↑  "سراديب الآلهة" (PDF). رندا قسيس. مؤرشف من الأصل (PDF) في 2019-04-27.
8. ↑  "رندا قسيس بين قناديل الحرية وسراديب الآلهة". MEO. 17 مارس 2018. مؤرشف من الأصل في 2019-12-08. اطلع عليه بتاريخ 2019-04-28.
9. ↑  ""سراديب الآلهة" كتاب لباحثة سورية تكسر فيه التابوهات العربية". اليوم السابع. 8 أكتوبر 2012. مؤرشف من الأصل في 2017-06-11. اطلع عليه بتاريخ 2019-05-05.
10. ↑  "سراديب الآلهة .. كتاب جديد لكاتبة سورية يحارب التعصب الأعمي بالوطن العربي". بوابة الأهرام. مؤرشف من الأصل في 2019-05-18. اطلع عليه بتاريخ 2019-05-18.
11. ↑  صالح، واشنطن-جهاد. "الباحثة رندا قسيس بين قناديل الحرية وسراديب الآلهة". صحيفة الوسط البحرينية. مؤرشف من الأصل في 2019-12-08. اطلع عليه بتاريخ 2019-05-19.
12. ↑  "الباحثة والناشطة السورية رندا قسيس تتحدث عن الخرافات والمحرّمات: فضّ غشاء بكارة المجتمعات الذكورية يبدأ بتكسير سراديب الذات". الباحثة والناشطة السورية رندا قسيس تتحدث عن الخرافات والمحرّمات. الاثنين، 30 ديسمبر 2013. مؤرشف من الأصل في 2019-09-14. اطلع عليه بتاريخ 2019-05-19. {{استشهاد ويب}}: تحقق من التاريخ في: |تاريخ= (مساعدة)
13. ↑  "رندا قسيس تعلن تحديات ثقافية جديدة في 'سراديب الآلهة'". صدى البلد. 6 أكتوبر 2012. مؤرشف من الأصل في 2019-12-08. اطلع عليه بتاريخ 2019-05-19.
14. ↑  "السرداب - جريدة تاتوو". www.tatoopaper.com. مؤرشف من الأصل في 2019-04-10. اطلع عليه بتاريخ 2019-05-21.
15. ↑  "الصحفية السورية "رندة قسيس"و تصريحتها المثيرة للجدل | المرسال". مؤرشف من الأصل في 2018-11-23. اطلع عليه بتاريخ 2019-05-21.
16. ↑  "رندة قسيس: مجتمع الفضيلة سجن للفرد". ميدل إيست اونلاين. مؤرشف من الأصل في 2019-12-08.

فلسفة